# Jaljala (Baglung)
Pour les articles homonymes, voir Jaljala.
Jaljala (en népalais : जलजला) est un comité de développement villageois du Népal situé dans le district de Baglung. Au recensement de 2011, il comptait 4 035 habitants.